# 2084 (album)
A 2084 Ákos 17. szóló nagylemeze, mely 2012 október elején jelent meg.

## Háttér
A lemez meglepő fordulat Ákos stílusában: előző albuma, A katona imája egyik száma, a Főleg régen hatására íródott, mely szám paródiaszerűen Ákos régebbi, szintetizátorok által dominált stílusban keletkezett, melynek hatására elhatározta, hogy következő albumát is ebben az irányzatban készíti el. Két videóklip készült az album számaiból, az Előkelő idegen, mint az új irány előfutára 2012 kora tavaszán látott napvilágot, míg a Tipikus sztereó nem sokkal a 2012-es Sziget fesztivál előtt debütált - bár maga a szám már május végén debütált londoni koncertjén. Előbbiből kislemezkiadvány is készült, mely az album előtt, 2012 tavaszán kiadódott, míg az album második kislemeze, a Veled utazom a nagylemez után, 2013 áprilisában került kiadásra.

## Dallista
|     | Cím                    | Szerző(k)   | Producer(ek) | Hossz |
| --- | ---------------------- | ----------- | ------------ | ----- |
| 1.  | 2084                   | Kovács Ákos | Kovács Ákos  | 4:12  |
| 2.  | Veled utazom           | Ákos        | Ákos         | 4:47  |
| 3.  | Előkelő idegen         | Ákos        | Ákos         | 4:13  |
| 4.  | Táncolj velem          | Ákos        | Ákos         | 4:34  |
| 5.  | Keserves fényűzés      | Ákos        | Ákos         | 4:03  |
| 6.  | Vén tinédzserek        | Ákos        | Ákos         | 3:38  |
| 7.  | Tengermoraj            | Ákos        | Ákos         | 3:53  |
| 8.  | Tipikus sztereó        | Ákos        | Ákos         | 3:29  |
| 9.  | Megsebezve             | Ákos        | Ákos         | 4:05  |
| 10. | A szabadság rabszolgái | Ákos        | Ákos         | 3:36  |
| 11. | Régi jövő              | Ákos        | Ákos         | 3:35  |
| 12. | Artisták               | Ákos        | Ákos         | 4:01  |
| 13. | Ne keress engem        | Ákos        |              | 3:30  |

## Turné
A lemezbemutató turnéra lecsökkent a fellépők létszáma: Ákos mellett csupán Bánfalvi Sándor dobos, és Lepés Gábor billentyűs maradt a zenekarban.
A lemezbemutató koncert az album megjelenésének napján volt az Akvárium Klubban. Ez év végén teltházas koncertet adott a Budapest Sportarénában, majd 2013 nyaráig turnézott az albummal.